# باشگاه فوتبال بنزرتی
باشگاه فوتبال بنزرتی (عربی: النادی الریاضی البنزرتی) یک باشگاه فوتبال در کشور تونس است.
این باشگاه که در سال ۱۹۲۸ میلادی تأسیس شده‌است در شهر بنزرت قرار دارد، سابقه ۴ قهرمانی در لیگ دسته اول فوتبال تونس و ۳ قهرمانی در جام حذفی فوتبال تونس را دارد.